# Horst Tappert
Horst Tappert (Elberfeld, 26 de maio de 1923 - Planegg, 13 de dezembro de 2008) foi um ator de filmes alemão. Seu papel mais famoso foi o de Inspector Derrick na série de TV crime homônima .

## Passado Militar
Após sua morte , foi descoberto que ele quando jovem foi soldado da Totenkopf divisão Panzer da SS comandada por Theodor Eicke e seu comandante geral Heinrich Himmier .

## Livros
- Heyne-Verlag, ed. (1999). Derrick und ich. Meine zwei Leben (Derrick and I. My two lifes 1st ed. Munich, Germany: Heyne-Verlag Munich. ISBN 3-453-15000-7